# آنا دو
آنا دو (انگلیسی: Anna Duò؛ زادهٔ ۸ اوت ۱۹۷۲) بازیکن فوتبال اهل ایتالیا است.
وی همچنین در تیم ملی فوتبال زنان ایتالیا بازی کرده‌است.